# إدغار خيرونيمو
إدغار خيرونيمو (25 ديسمبر 1978 بأنغولا - ) هو لاعب كرة قدم أنغولي في مركز الوسط. شارك مع منتخب أنغولا لكرة القدم.

## وصلات خارجية
- إدغار خيرونيمو على موقع قاعدة بيانات كرة القدم.إي يو (الإنجليزية)
- إدغار خيرونيمو على موقع ناشيونال فوتبول تيمز (الإنجليزية)